# پایتخت موقت لیتوانی
پایتخت موقت لیتوانی (لیتوانیایی: Laikinoji sostinė) نام رسمی شهر کاوناس لیتوانی در دوره میان‌دوجنگ بود. این نام‌گذاری در تضاد با عنوان رسمی پایتخت برای ویلنیوس بود که از سال ۱۹۲۰ تا ۱۹۳۹ بخشی از لهستان بود. هم‌اکنون، عنوان پایتخت موقت با وجود منسوخ بودن، به‌طور مداوم به عنوان لقبی برای کاوناس که دومین شهر بزرگ لیتوانی است به کار می‌رود.
در ۱۸ سپتامبر ۲۰۲۳، ساختمان‌های نوگرا در کاوناس به عنوان میراث جهانی توسط یونسکو ثبت شدند. این ساختمان‌ها هنگامی ساخته شدند که کاوناس پایتخت موقت لیتوانی بود و شهرنشینی تندی را تجربه کرد. بدین شکل، کاوناس تنها شهر اروپایی بود که شهرنشینی در مقیاس بزرگ در طول دوره میان‌دوجنگ را تجربه کرد و تنوع خاصی از معماری مدرن (سبک‌های آرت دکو، نئوکلاسیک، سنت‌گرا، کارکردگرا و …) در آن دیده می‌شود.